# Fórum sociální práce
Fórum sociální práce (v angličtině Social Work Forum) je recenzovaný neimpaktovaný časopis, který od roku 2010 vydává Filozofická fakulta Univerzity Karlovy, a který se zabývá teoretickými i praktickými otázkami sociální práce. Časopis vychází ve dvou číslech ročně a obsah každého čísla bývá rozdělen na část s recenzovanými akademickými statěmi, část zabývající se metodikou sociální práce, část s recenzemi publikací z okruhu zájmu časopisu a část, v níž se dostává prostor kráceným závěrečným pracím studentů z Katedry sociální práce FF UK. 
Jako všechny časopisy z produkce Vydavatelství Filozofické fakulty Univerzity Karlovy vychází i Fórum sociální práce od roku 2015 zcela v režimu Open Access a jeho digitální podoba je tedy čtenářům volně dostupná z webových stránek.